# تپه کوته سر (قلا سربویه)
تپه کوته سر (قلا سربویه) مربوط به دوران‌های تاریخی پس از اسلام است و در شهرستان املش، بخش رانکوه، روستای بویه واقع شده و این اثر در تاریخ ۲ آبان ۱۳۸۲ با شمارهٔ ثبت ۱۰۶۳۰ به‌عنوان یکی از آثار ملی ایران به ثبت رسیده است.